# Novopavlivka
Novopavlivka est une commune de l'est de l'Ukraine, appartenant à l'oblast de Dnipropetrovsk et au raïon de Synelnykove, dans les confins orientaux de cet oblast, et proche de la limite administrative avec l'oblast de Donetsk. Elle était peuplée de 3425 habitants en 2001.

## Géographie
La commune est assise à cheval sur la rivière Solona, peu avant sa confluence avec la rivière Vovtcha, dans le système hydrographique de la rive gauche du fleuve Dniepr. Elle se trouve à 81,3 km de la ville de Pavlohrad, à 96 km de la ville de Synelnykove, et à 134 km de la ville de Dnipro.

### Communauté territoriale
Novopavlivka est le centre d'une communauté territoriale réunissant notamment les villages de Datchne et de Filiia.
Cette communauté territoriale est limitrophe de celle de Mejova.